# ريتشارد غراهام
ريتشارد غراهام (بالإنجليزية: Richard Graham)‏ (5 أغسطس 1979 نيوري المملكة المتحدة - ) هو لاعب كرة قدم بريطاني يلعب كلاعب وسط.

## روابط خارجية
- ريتشارد غراهام على موقع قاعدة بيانات كرة القدم.إي يو (الإنجليزية)
- ريتشارد غراهام على موقع Soccerbase.com (لاعب) (الإنجليزية)